# Clubism
『月刊Clubism』（げっかんクラビズム）は、かつて株式会社金沢倶楽部が発行していたタウン情報誌。北陸地方（石川県・富山県・福井県）で発売されていた。
発行当初の雑誌名は『月刊金沢倶楽部』（げっかんかなざわくらぶ）。2020年4月、金沢倶楽部の事業停止に伴い、廃刊となった。また、『月刊Clubism』の公式ウェブサイトは同社の事業停止が明らかになってから、関連サイトも含めすべて閉鎖されている。

## 沿革
- 1982年2月 - 『月刊金沢倶楽部』創刊。
- 1983年1月 - 『月刊CLUB』に誌名を変更。
- 2006年9月 - 当月に発行した10月号より『月刊Clubism』に誌名を変更[1]。
- 2020年4月 - 当月に発行した5月号の発行をもって廃刊。
- 2025年1月 - コワーキングスクエア金沢香林坊にて全バックナンバー閲覧会がはじまる。

## 誌面構成
石川県の店舗（飲食店）やファッションの情報を主体とした内容である。毎号の表紙にはタレントを起用し、巻末に独自のインタビュー記事を掲載していた。また、「金沢・加賀・能登ベストグルメ」などの別冊付録も発行されたこともあった。

## 競合誌
- 月刊北國アクタス（北國新聞社） - 石川県および富山県、『Clubism』と発売日が同一の情報誌。
- 月刊タウン情報とやま（シー・エー・ピー） - 富山県（石川県の一部でも流通）、月刊誌としては2018年に休刊となっている[4][5]。
- 月刊URALA（ウララコミュニケーションズ） - 福井県（石川県の一部でも流通）